# Kapitän König
Die Kapitän König ist ein ehemaliges Lotsenstationsschiff, das in der Wesermündung stationiert war. Sie ist eines von sechs typgleichen Schiffen der Kommodore-Rolin-Klasse, die in den Mündungen der Gewässer Elbe, Weser/Jade und Ems stationiert waren.

## Geschichte
Gebaut wurde die Kapitän König 1962/63 unter der Baunummer 517 auf der Meyer Werft in Papenburg. Die Kiellegung fand am 29. August 1962, der Stapellauf am 1. Januar 1963 statt. Die Fertigstellung des Schiffes erfolgte am 1. Juni 1963.
Reeder des Schiffes war das Bundesministerium für Verkehr, Bau und Stadtentwicklung (BMVBS), betrieben wurde es vom Lotsbetriebsverein e. V. Außenstelle Bremerhaven. Das Schiff wurde im Sommer 2010 durch das SWATH-Lotsenstationsschiff Weser ersetzt und im Fischereihafen Bremerhaven aufgelegt.
Am 29. August 2014 wurde die Kapitän König durch die Vebeg zum Verkauf angeboten und am 7. Oktober für 203.204,26 € verkauft. Zunächst war vorgesehen, das Schiff zu einem Expeditionskreuzfahrtschiff für Arktiskreuzfahrten umzubauen. Im Herbst 2015 wurde das Schiff weiterverkauft und im Januar 2016 nach Rotterdam geschleppt. 2017 wurde es an das Unternehmen Mango Seas verkauft und nach Griechenland überführt.
Benannt ist das Schiff nach Paul König, der u. a. Kapitän des Handels-U-Bootes Deutschland war.

## Technische Daten
Der Antrieb des Schiffes erfolgt dieselelektrisch. Die beiden elektrischen Fahrmotoren stammen von der LDW Abwicklungs GmbH. Sie haben eine Leistung von jeweils 456 kW und wirken auf zwei Festpropeller.
Für die Stromerzeugung an Bord stehen drei MTU-Dieselmotoren (Typ: 8V 396 TC 62) mit jeweils 440 kW Leistung zur Verfügung, die drei Generatoren mit jeweils 330 kW Leistung antreiben. Darüber hinaus verfügt das Schiff über drei Wellengeneratoren mit jeweils 90 kW Leistung. Weiterhin wurde ein Notgenerator mit 60 kW Leistung verbaut.
Der Rumpf des Schiffes ist eisverstärkt (Eisklasse E1).